# Jeleń
Jeleń, jeleniec (Cervus) – rodzaj ssaków z podrodziny jeleni (Cervinae) w obrębie rodziny jeleniowatych (Cervidae).

## Rozmieszczenie geograficzne
Rodzaj obejmuje gatunki występujące w Eurazji, północnej Afryce i Ameryce Północnej.

## Morfologia
Długość ciała samic 110–230 cm, samców 120–240 cm, długość ogona 8–18 cm, wysokość w kłębie samic 60–150 cm, samców 65–165 cm; długość poroża samców 30–164 cm; masa ciała samic 20–250 kg, samców 30–400 kg.

## Systematyka
Rodzaj zdefiniował w 1758 roku szwedzki przyrodnik Karol Linneusz w 10 wydaniu Systema Naturae, publikacji jego autorstwa dotyczącej systematyki zwierząt o tytule. Linneusz wymienił kilka gatunków – Cervus guineensis Linnaeus, 1758 (nomen dubium), Cervus elaphus Linnaeus, 1758, Cervus dama Linnaeus, 1758, Cervus alces Linnaeus, 1758, Cervus capreolus Linnaeus, 1758, Cervus bezoarticus Linnaeus, 1758, Cervus tarandus i Cervus camelopardalis Linnaeus, 1758 – z których gatunkiem typowym był (Linneuszowska tautonimia) Cervus elaphus Linnaeus, 1758 (jeleń szlachetny).

### Etymologia
- Cervus (Corvus): łac. cervus ‘jeleń’[26].
- Elaphus: gr. ελαφος elaphos ‘jeleń’[27]. Gatunek typowy (absolutna tautonimia): Cervus elaphus Linnaeus, 1758.
- Hippelaphus: gr. ιππελαφος ippelaphos ‘koń-jeleń’, od ιππος ippos ‘koń’; ελαφος elaphos ‘jeleń’[28]. Gatunek typowy: nie podany.
- Harana: etymologia niejasna, Hodgson nie wyjaśnił znaczenia nazwy rodzajowej[29]. Gatunek typowy (oznaczenie monotypowe): Cervus wallichii[f] G. Cuvier, 1823.
- Pseudocervus: gr. ψευδος pseudos ‘fałszywy’; rodzaj Cervus Linnaeus, 1758[30]. Gatunek typowy (oryginalne oznaczenie): Cervus wallichii[f] G. Cuvier, 1823.
- Strongyloceros: gr. στρογγυλος strongulos ‘okrągły, kulisty’; κερας keras, κερατος keratos ‘róg’[31]. Gatunek typowy: Owen wymienił dwa gatunki – Cervus elaphus Linnaeus, 1758 i Strongyloceros spelaeus R. Owen, 1846 (= Cervus elaphus Linnaeus, 1758) – z których gatunkiem typowym jest (późniejsze oznaczenie) Cervus elaphus Linnaeus, 1758.
- Sika (Sica): jap. 鹿 shika ‘jeleń’[32]. Gatunek typowy: Sclater wymienił trzy gatunki – Cervus mantchuricus[g] Swinhoe, 1864, Cervus taëvanus P.L. Sclater, 1862 (= Cervus nippon Temminck, 1838) i Cervus sika Temminck, 1838 (= Cervus nippon Temminck, 1838) – z ktorych gatunkiem typowym jest (późniejsze oznaczenie) Cervus sika Temminck, 1838 (= Cervus nippon Temminck, 1838).
- Pseudaxis: gr. ψευδος pseudos ‘fałszywy’; rodzaj Axis C.H. Smith, 1827 (aksis)[33]. Gatunek typowy: Gray wymienił trzy gatunki – Cervus mantchuricus[g] Swinhoe, 1864, Cervus sika Temminck, 1838 (= Cervus nippon Temminck, 1838) i Pseudaxis taivanus J.E. Gray, 1872 (= niepoprwana późniejsza pisownia Cervus taiouanus[h] E. Blyth, 1860) – z których gatunkiem typowym jest (późniejsze oznaczenie) Pseudaxis taivanus J.E. Gray, 1872 (= niepoprwana późniejsza pisownia Cervus taiouanus[h] Blyth, 1860).
- Elaphoceros: gr. ελαφος elaphos ‘jeleń’; κερας keras, κερατος keratos ‘róg’[34]. Gatunek typowy (oznaczenie monotypowe): Cervus sika Temminck, 1838 (= Cervus nippon Temminck, 1838).
- Sikelaphus: zbitka wyrazowa nazw rodzajów: Sika P.L. Sclater, 1870 oraz Elaphus C.H. Smith, 1827[32]. Gatunek typowy (oznaczenie monotypowe): Cervus Soloensis[h] Heude, 1885
- Sikaillus: rodzaj Sika P.L. Sclater, 1870; łac. przyrostek zdrabniający -illus[32]. Gatunek typowy: Heude wymienił kilkanaście gatunków – Sika aceros Heude, 1888 (= Cervus nippon Temminck, 1836), Sika brachypus Heude, 1884 (= Cervus nippon Temminck, 1836), Sikaillus consobrinus Heude, 1898 (= Cervus nippon Temminck, 1836), Sikaïllus daimius Heude, 1898 (= Cervus nippon Temminck, 1836), Sikaïllus dejardinius Heude, 1888 (= Cervus nippon Temminck, 1836), Sika infelix Heude, 1884 (= Cervus nippon Temminck, 1836), Sikaïllus latidens Heude, 1898 (= Cervus nippon Temminck, 1836), Sikaïllus marmandianus Heude, 1898 (= Cervus nippon Temminck, 1836), Sika paschalis Heude, 1888, Sikaillus regulus Heude, 1898 (= Cervus nippon Temminck, 1836), Sika rex Heude, 1888 (= Cervus nippon Temminck, 1836), Sikaïllus sicarius Heude, 1898 (= Cervus nippon Temminck, 1836) i Cervus sika Temminck, 1844 (= Cervus nippon Temminck, 1836) – z których gatunkiem typowym jest Cervus sika Temminck, 1838 (= Cervus nippon Temminck, 1838).
- Eucervus: gr. ευ eu ‘dobry, ładny’; rodzaj Cervus Linnaeus, 1758[35]. Gatunek typowy (oznaczenie monotypowe): Cervus elaphus Linnaeus, 1758.
- Przewalskium: Nikołaj Michajłowicz Przewalski (1839-1888), rosyjski geograf, generał, badacz środkowej i wschodniej Azji. Członek Rosyjskiego Towarzystwa Geograficznego od 1864, od 1878 członek honorowy Petersburskiej Akademii Nauk[15]. Gatunek typowy (oryginalne oznaczenie): Cervus albirostris Przewalski, 1883.
- Deperetia: Charles Jean Julien Depéret (1854–1929), francuski paleontolog[16]. Gatunek typowy (oryginalne oznaczenie): †Cervus (cfr. Anoglochis) Praenipponicus Shikama, 1936.
- Bohlinella: dr. Anders Birger Bohlin (1898–1990), szwedzki paleontolog; łac. przyrostek zdrabniający -ella[17].
- Nipponicervus: jap. 日本 nihon ‘Japonia’; rodzaj Cervus Linnaeus, 1758[18].
- Pseudodama: gr. ψευδος pseudos ‘fałszywy’[36] ; rodzaj Dama Frisch, 1775 (daniel). Gatunek typowy (oryginalne oznaczenie): †Dama nestii Azzaroli, 1947.
- Euraxis: gr. ευρυς eurus ‘szeroki’[37] ; rodzaj Axis C.H. Smith, 1827 (aksis). Gatunek typowy (oryginalne oznaczenie): †Dama nestii Azzaroli, 1947.

### Podział systematyczny
Zaliczane do rodzaju Cervus jelenie i sambary były w tradycyjnej klasyfikacji dzielone na podrodzaje Rusa, Rucervus, Sika i Cervus, w nowszych klasyfikacjach zostały podniesione do rangi rodzajów. Według tej klasyfikacji w rodzaju Cervus pozostały dwa gatunki: Cervus elaphus (jeleń szlachetny) i Cervus nippon (jeleń wschodni, sika). Dalsze badania wykazały wyraźne różnice występujące pomiędzy licznymi podgatunkami jelenia szlachetnego. Północnoamerykańskie i syberyjskie podgatunki określane jako wapiti zostały zgodnie uznane przez badaczy za odrębny gatunek Cervus canadensis. Analiza filogenezy przeprowadzona dla 50 populacji większości żyjących gatunków i podgatunków z rodzaju Cervus wykazała, że w Europie, zachodniej Azji i północnej Afryce (grupa zachodnia) występuje Cervus elaphus, natomiast we wschodniej i północnej Azji oraz Ameryce Północnej (grupa wschodnia) – Cervus canadensis. Nie zostały potwierdzone hipotezy o istnieniu jednego gatunku jelenia z licznymi, szeroko rozprzestrzenionymi podgatunkami. Pierwsi prawdziwi przedstawiciele rodzaju Cervus pojawili się prawdopodobnie w Azji Środkowej, a następnie w Europie we wczesnym pliocenie około 3,5 miliona lat temu. Do rodzaju należą następujące występujące współcześnie gatunki:
| Podrodzaj    | Grafika | Gatunek            | Autor i rok opisu | Nazwa zwyczajowa | Podgatunki         | Rozmieszczenie geograficzne | Podstawowe wymiary                                                             | Status IUCN |
| ------------ | ------- | ------------------ | ----------------- | ---------------- | ------------------ | --- | ------------------------------------------------------------------------------ | ----------- |
| Przewalskium |         | Cervus albirostris | Przewalski, 1883  | jeleń białowargi | gatunek monotypowy | endemit Chińskiej Republiki Ludowej: wschodnia Wyżyna Tybetańska (wschodni Tybet, zachodnie Gansu, Qinghai, zachodni Syczuan i północno-zachodni Junnan) | DC: do 190 cm DO: 12–13 cm MC: 90–220 kg; zakres wysokości: 3500–5100 m n.p.m. | VU          |
| Sika         |         | Cervus nippon      | Temminck, 1838    | jeleń wschodni   | 10 podgatunków     | Rosja (Kraj Nadmorski), środkowa, północno-wschodnia i wschodnia Chińska Republika Ludowa, Japonia, Tajwan i północny Wietnam; prawdopodobnie Korea Północna; introdukowany do Filipin, Europy, Armenii, Azerbejdżanu, Madagaskaru, Australii, Nowej Zelandii i Stanów Zjednoczonych; zakres wysokości: do 3000 m n.p.m. | DC: 110–190 cm DO: 10–18 cm MC: 20–140 kg                                      | LC          |
| Cervus       |         | Cervus canadensis  | Erxleben, 1777    | jeleń kanadyjski | 6 podgatunków      | Azja od gór Tienszan (wschodni Kirgistan) i Ałtaj (północno-wschodni Kazachstan przez Mongolię i Rosję (na wschód od Kraju Nadmorskiego do północnej, środkowej i południowej Chińskiej Republice Ludowej, Bhutanu oraz Ameryka Północna (Kanada i Stany Zjednoczone); zakres wysokości: do 3300 m n.p.m.                | DC: 190–240 cm DO: 10–16 cm MC: 150–400 kg                                     | LC          |
| Cervus       |         | Cervus hanglu      | J.A. Wagner, 1844 | jeleń kaszmirski | 3 podgatunki       | Azja Środkowa w Kazachstanie, Uzbekistanie, Tadżykistanie, północnym Afganistanie, Chińskiej Republice Ludowej (południowy Xinjiang) i północnych Indiach (Kaszmir); zakres wysokości: 4300–4900 m n.p.m. | DC: 180–205 cm DO: 8–12 cm MC: 110–240 kg                                      | LC          |
| Cervus       |         | Cervus elaphus     | Linnaeus, 1758    | jeleń szlachetny | 5 podgatunków      | Europa, Korsyka (reontrodukowany), Sardynia, Turcja, Kaukaz, północno-zachodni Iran, góry Atlas (Algieria, Tunezja, reintrodukowany w północnym Maroku); introdukowany do Chile, Argentyny, Australii i Nowej Zelandii; zakres wysokości: do 2800 m n.p.m.                                                               | DC: 165–205 cm DO: 14–16 cm MC: 75–220 kg                                      | LC          |

Kategorie IUCN:  LC  – gatunek najmniejszej troski,  VU  – gatunek narażony.
Opisano również gatunki wymarłe:

- Podrodzaj: Sika
  - Cervus sintikuensis Shikama, 1937[41] (Azja; plejstocen).

- Podrodzaj: Cervus
  - Cervus abesalomi Kahlke, 2001[42] (Azja; pliocen).
  - Cervus cantabricus Graells, 1897[43] (Europa; plejstocen).
  - Cervus taricus Bate, 1943[44] (Europa; plejstocen).

- Podrodzaj: Bohlinella
  - Cervus akiyoshiensis Otsuka, 1977[45] (Azja; plejstocen).
  - Cervus elegans Teilhard de Chardin & Piveteau, 1930[46] (Azja; pliocen).
  - Cervus kazusensis Matsumoto, 1926[47] (Azja; plejstocen).
  - Cervus kyushuensis Otsuka, 1966[48] (Azja; plejstocen).
  - Cervus longdanensis (Qiu Zhanxiang, Deng Tao & Wang Banyue, 2004)[49] (Azja; plejstocen).
  - Cervus praenipponicus Shikama, 1936[50] (Azja; plejstocen).
- Podrodzaj: Incertae sedis
  - Cervus aguangae Frick, 1937[51] (Ameryka Północna; plejstocen).
  - Cervus ambiguus Pomel, 1853[52] (Europa).
  - Cervus astylodon (Matsumoto, 1926)[53] (Azja; plejstocen).
  - Cervus brevitrabalis (Cope, 1889)[54] (Ameryka Północna; plejstocen).
  - Cervus fortis Cope, 1878[55] (Ameryka Północna; pliocen).
  - Cervus hirabayashii (Tokunaga, 1926)[56] (Azja; miocen).
  - Cervus magnus (Zdansky, 1925)[57] (Azja; pliocen).
  - Cervus nestii (Azzaroli, 1947)[58] (Europa; plejstocen).
  - Cervus rewati Arif & Shah, 1991[59] (Azja; pliocen).
  - Cervus ruscinensis Depéret, 1890[60] (Europa; pliocen).